# Oostenrijkse parlementsverkiezingen 1945
De eerste verkiezingen van de Nationalrat, het parlement van Oostenrijk, vonden op 25 november 1945 plaats.

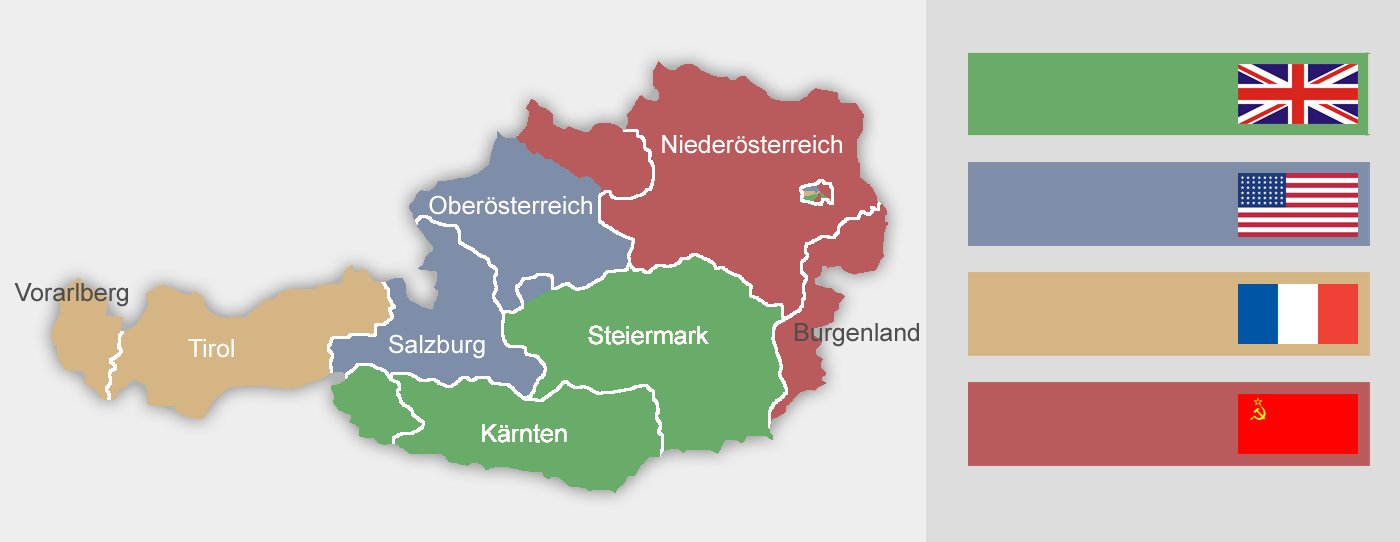
De Geallieerde bezettingszones in Oostenrijk (1945-1955)

De parlementsverkiezingen werden gehouden onder toeziend oog van de vier geallieerde bezettingsmachten (Verenigde Staten van Amerika, Groot-Brittannië, Frankrijk en de Sovjet-Unie). De verkiezingen werden gehouden volgens de oude kieswet van 1929. Oostenrijkers van 21 jaar en ouder waren kiesgerechtigd. Oud-nazi's waren echter uitgesloten van (actieve en passieve) deelname aan de verkiezingen. Het ging hierbij naar schatting om zo'n 200.000 Oostenrijkers.

## Uitslag
De verkiezingen werden gewonnen door de Österreichische Volkspartei (ÖVP) die bijna 50% van de stemmen kreeg. De Sozialdemokratische Partei Österreichs (SPÖ) kreeg ruim 44% van de stemmen en deed het vooral goed in de grote steden. De Kommunistische Partei Österreichs (KPÖ) die flink gesteund werd door de Sovjet-Russische geheime dienst (NKVD) deed het slechter dan verwacht en kreeg slechts 5% van de stemmen. De kleine Demokratische Partei Österreichs behaalde met 0,2% van de stemmen geen enkele zetel in de Nationalrat.
| Partijen      | Partijen                                | Stemmen   | Percentage | Zetels |
| ------------- | --------------------------------------- | --------- | ---------- | ------ |
|               | Österreichische Volkspartei (ÖVP)       | 1.602.227 | 49,80%     | 85     |
|               | Sozialistische Partei Österreichs (SPÖ) | 1.434.898 | 44,60%     | 76     |
|               | Kommunistische Partei Österreichs (KPÖ) | 174.257   | 5,42%      | 4      |
|               | Demokratische Partei Österreichs (DPÖ)  | 5.972     | 0,18%      | —      |
| (opkomst 94%) | (opkomst 94%)                           | 3.253.329 | 100%       | 165    |

## Coalitievorming
Drie weken na de verkiezingen vormde Leopold Figl (ÖVP) zijn eerste bondsregering, een coalitie van de christendemocratische ÖVP, de sociaaldemocratische SPÖ en de communistische KPÖ.

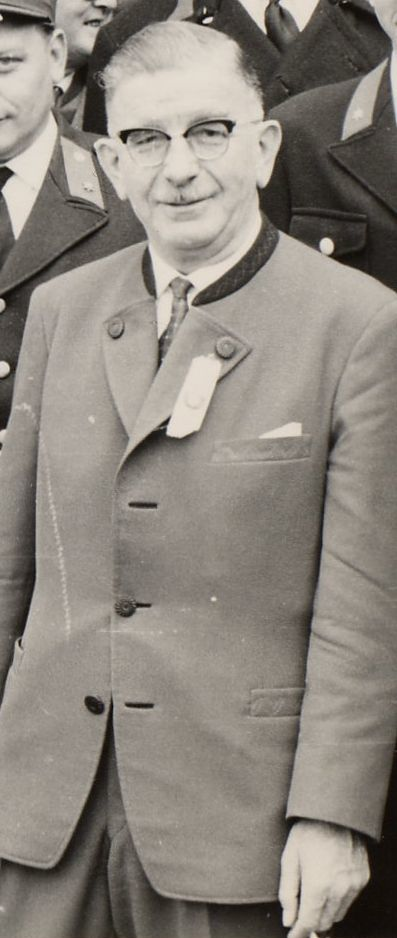
Bondskanselier Leopold Figl (ÖVP)
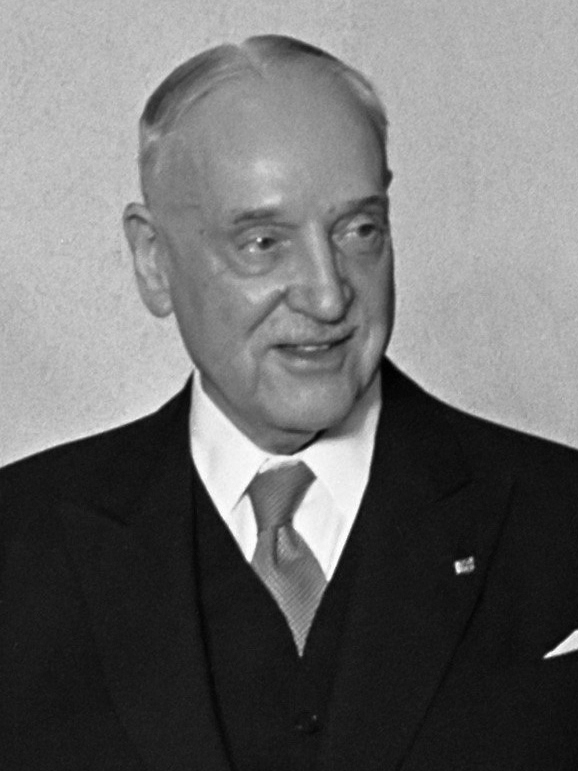
Vice-kanselier Adolf Schärf (SPÖ)